# Scoparia ngangaoensis
Scoparia ngangaoensis là một loài bướm đêm trong họ Crambidae.